# Kerkaszentkirály
Kerkaszentkirály is een plaats (község) en gemeente in het Hongaarse comitaat Zala. Kerkaszentkirály telt 278 inwoners (2001).